# Андрей Мстиславич (черниговский князь)
Андрей Мстиславич (ум. 1245) — русский князь из ветви Ольговичей, названный Черниговским в связи со своей смертью в сочинении Плано Карпини. В историографии, как правило, не считается собственно черниговским князем. В 1245 году им ещё был Михаил Всеволодович (уб.1246), а после него Всеволод Ярополкович.

## Происхождение
По версии Н. М. Карамзина, поддержанной Р. А. Беспаловым, отцом Андрея был Мстислав Святославич Черниговский, погибший в 1223 году в битве с монголами на реке Калке. Беспалов Р. А. полагает, что уже следующим за Андреем черниговским князем был Михаил Дмитриевич, то есть всё поколение внуков Святослава и Ярослава черниговских, Олега, Игоря и Всеволода северских к 1245 году уже сошло с исторической арены.
По версии Квашнина-Самарина Н. Д. и Л.Войтовича, убитый в 1245 году Андрей был сыном Мстислава Глебовича, командовавшего походом на помощь осаждённому Чернигову в конце 1239 года.
По версии Зотова Р. В., Андрей был воргольским князем, а его отцом — Мстислав Святославич рыльский, убитый монголами в 1241 году. Андрей рыльский упомянут в Любецком синодике. Если Зотов считает убитого в 1245 году в Орде Андрея рыльским, то Войтович признаёт существование Андрея рыльского как отдельного князя.

## Смерть
Согласно Плано Карпини, князь Андрей Черниговский (отчество его Карпини не называет) был убит по обвинению в краже монгольских табунов, видимо, на границе Посемья с половецкой степью, и дальнейшей продаже. Когда к золотоордынскому правителю Батыю приехал 12-летний младший брат Андрея для утверждения на княжении и вдова Андрея, монголы, согласно обычаям которых младший брат должен был брать в жёны вдову умершего старшего брата, принудили их к совокуплению в своём присутствии.

## Брак и дети
О жене и потомках Андрея ничего не известно. В источниках встречаются упоминания о рыльских князьях Андрее Мстиславиче (и его жене Олене или Елене) и его брате Олеге.